# Antonio Márquez Jiménez
Antonio Márquez Jiménez   (Algesires, 3 d'octubre de 1913 - Algesires, 27 de novembre de 1963), conegut futbolísticament com a Polo, fou un futbolista espanyol de la dècada de 1940.

## Trajectòria
Començà a destacar en el món del futbol a Catalunya jugant al CE Manresa i el Terrassa FC. Va fitxar ple FC Barcelona a meitat de la temporada 1935-36, arribant a disputar tres partits a primera divisió. La Guerra Civil l'enxampà a Algesires, i aprofità per fitxar pel FC Britannia de Gibraltar. Després de la guerra fou jugador de l'Atlético Tetuán, del Cadis CF i del RCD Córdoba, novament a primera divisió, entre d'altres clubs.
El dia 1 de gener de 1936 jugà amb la selecció de Catalunya davant el CE Júpiter.